# Oropallene polaris
Oropallene polaris är en havsspindelart som beskrevs av Hedgpeth, J.W. 1963. Oropallene polaris ingår i släktet Oropallene och familjen Callipallenidae. Inga underarter finns listade i Catalogue of Life.